# Turraea pubescens
Turraea pubescens - Maynoi là một loài thực vật có hoa trong họ Meliaceae. Loài này được Hell. miêu tả khoa học đầu tiên năm 1788.